# Reshma Saujani

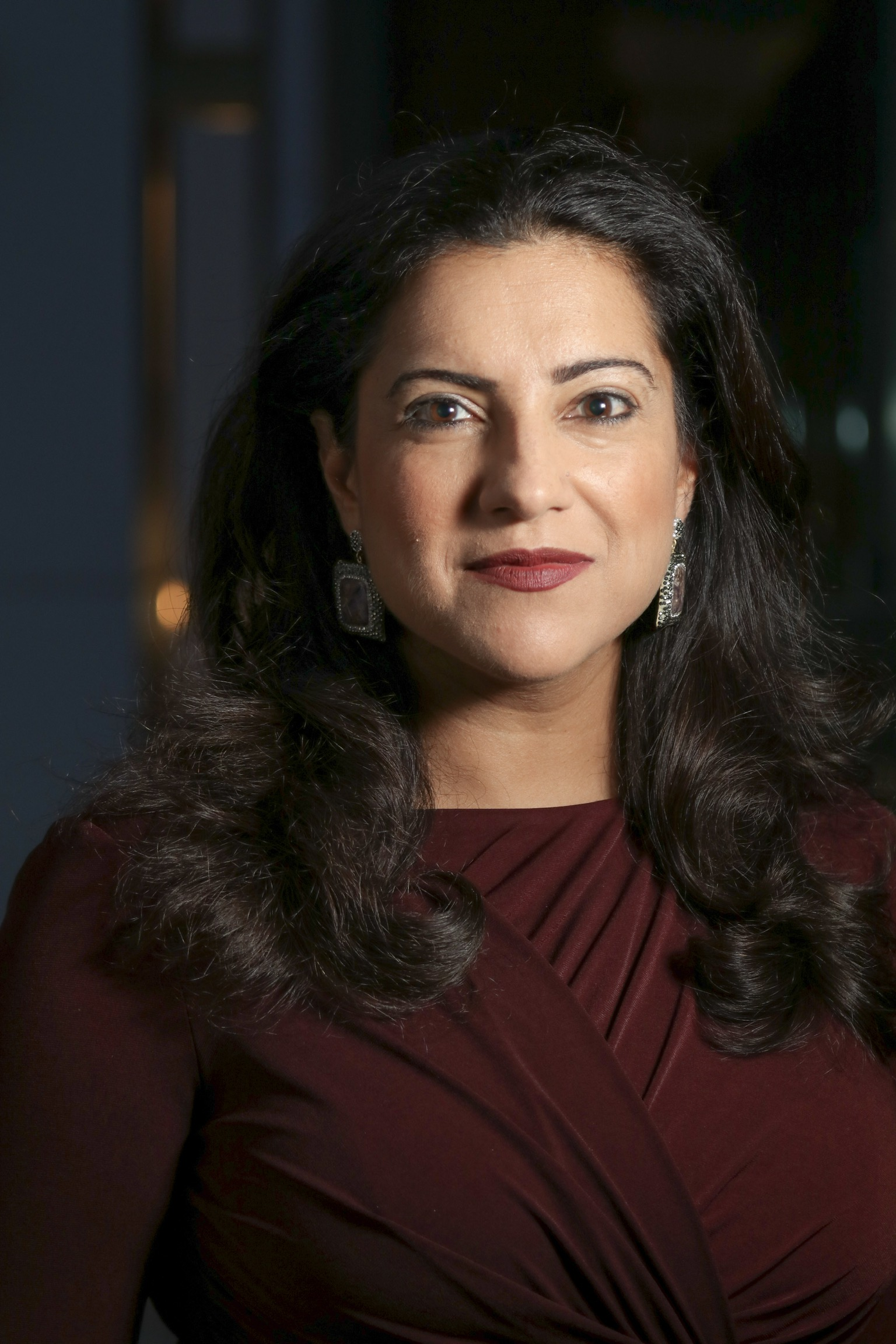
Reshma Saujani (2018)

Reshma Saujani (* 18. November 1975) ist eine US-amerikanische Anwältin und Autorin. Sie gründete die gemeinnützige Organisation Girls Who Code.

## Leben
Saujani wuchs nach eigenen Angaben als „braves Mädchen“ auf, das „niemanden enttäuschen“ wollte. Um die Erwartungen ihrer Eltern zu erfüllen, studierte sie Jura und schlug eine Karriere als Anwältin in einer großen Kanzlei ein – ein Lebensweg, der sie jedoch nicht glücklich machte. Im Alter von 33 Jahren änderte sie ihr Leben grundlegend und widmete sich fortan der Politik.

## Wirken
Eine breite Bekanntheit in den Vereinigten Staaten erlangte sie im Jahr 2016 durch einen seither millionenfach aufgerufenen TED-Vortrag, in dem sie dazu aufrief, Mädchen statt zu Perfektionismus zu Mut zu erziehen. Sie kritisiert seither die vorherrschende Erziehung von Mädchen. So sagte sie einmal:
„Ich denke, Mädchen werden dazu erzogen, perfekt zu sein und keine Risiken einzugehen. Sie sollen gute Noten schreiben, aber sich am Klettergerüst nicht zu hoch hinauf wagen, weil sie fallen und sich weh tun könnten.“
Die von Saujani gegründete gemeinnützige Organisation Girls Who Code setzt sich für eine höhere Chancengleichheit im IT-Bereich ein.
Saujani verfasste mehrere Bücher.

## Veröffentlichungen
- 2013: Women Who Don’t Wait in Line: Break the Mold, Lead the Way. ISBN 0-544-02778-7 (englisch)
- 2017: Girls Who Code: Learn to Code and Change the World. ISBN 0-425-28753-X (englisch)
- 2020: Mutig, nicht perfekt: Warum Jungen scheitern dürfen und Mädchen alles richtig machen müssen. ISBN 3-8321-8129-6